# 리투아니아 농구 연맹
리투아니아 농구 연맹(리투아니아어: Lietuvos krepšinio federacija, LKF)은 리투아니아의 농구 종목 행정을 총괄하는 스포츠 행정 기구이다. 1936년에 설립되었으며 이듬해인 같은 해에 국제 농구 연맹(FIBA)에 가입했다. 이후 소련 시대에 해체되었다가 독립 후인 1991년에 다시 조직되었다. 리투아니아 행정 구역별 농구 협회, 리투아니아 리그, 국가대표팀을 관할하고 있으며 본부는 빌뉴스에 있다.